# Ovsiše
Ovsiše je naselje v Občini Radovljica. 

## Opis vasi
Vas se rahlo vzpenja po hribu na desnem bregu potoka Lipnica, ki se tu tudi zliva v reko Savo. Na tem ozemlju, je tako zvani »Voh« - ravnica, ki je namenjena povsem poljedeljskim in vrtičkarskim vsebinam, je pa tudi priljubljena točka sprehajalcev. Ovsiše ležijo na nadmorski višini 411 m, ki je merjena nekje sredi vasi (pri cerkvi). Prvič se vas omenja leta 1291 kot Harlant in 1481 kot Haberlandt (stvnem. Haber 'oves'), istega leta tudi kot Ousischo. Najstarejša še stoječa hiša v vasi je stara približno 420 let, starost cerkve sv. Miklavža pa še nekaj več. Majhna cerkvica ima v stranjskem oltarju zavetnika sv. Valentina. Na Ovsišah je podružnična osnovna šola s štirimi razredi. 
Vas je dobila ime po ovsu ali (manj verjetno) po jelši, ki je obraščala obrežje Lipnice. Pisec zgodovine župnij radovljiške dekanij Josip Lavtižar v letu 1897 župnijo Ovsiše imenuje Olše, kar danes ni več v rabi. V domači govorici se reče Voše. 

## Ovsiška občina
Od srede 19. stoletja do druge svetovne vojne (z izjemo 1930. let) so bile Ovsiše občinsko središče za okoliške vasi, od koder je bila večina županov, ki so uradovali kar na svojih domovih. 
Ovsiški župani
| 1866–1868 | France Stritih             | Ovsiše            | »iz dolenje Dobrave«                                                                                            |
| 1875      | Matija Fister              | Ovsiše            | |
| 1880      | [Janez] Pogačnik           | Ošiše             | »Uradni jezik nemški. Trd kmet vendar piše s pomočjo druzega nemško, kakor je uže!« SN 1. 8. 1880               |
| 1883      | Janez Potočnik             | Županstvo Ovsiško | |
| 1886–1891 | Franc Špendov              | Ovsiše            | »posestnik iz dobravske župnije«                                                                                |
| 1892–     | Franc Špendov / Janez Rant | Ovsiše            | |
| 1893–1897 | Janez Rant                 | Ovsiše            | |
| 1898–1920 | Anton Pogačnik             | Ovsiše            | »posestnik iz Srednje Dobrave«, od 1909 samo še »iz Podnarta«                                                   |
| 1921–1931 | Anton Špendov              | Ovsiše            | |
| 1928      | »županstvo Dobrava«        |                   | |
| 1932–1933 | Jakob Cerar                | Ovsiše            | |
| 1937–1938 | Anton Špendov              | Ovsiše            | |
| 1939–1941 | Anton Špendov              | Ovsiše            | »Dosedanji sedež občine Ovsiše v radovljiškem okraju, se prenese iz Podnarta na Srednjo Dobravo istega okraja.« |
| 1941–1942 | Willy Pecharda             | Ovsiše            | župana so nastavili okupatorji                                                                                  |

## Zgodovina fare
Župnijska cerkev sv. Miklavža na Ovsišah je bila prvič omenjena leta 1568. Skupaj podružnično cerkvijo sv. Tomaža na Češnjici, ki je bila prvič omenjena leta 1696, je spadala v pražupnijo sv. Martina v Šmartnem pri Kranju. Dotlej so ljudje imeli do cerkve, ki je stala pri starem savskem mostu v Kranju na desnem bregu Save dve uri in pol. Leta 1731 je župnija, takrat še duhovna, dobila prvega duhovnika, ki je začel pisati matične knjige. Prava župnija je postala leta 1862. V župnijo spadajo vasi: Ovsiše, Poljšica, Dobravica, Češnjica, Rovte in Podnart. Po podatkih urada za statistiko RS na dan 30. junija 2006 ima 871 prebivalcev.
Glavni oltar je posvečen sv. škofu Miklavžu. Žegnanje se obhaja na nedeljo po godu sv. apostola Jerneja 24. avgusta Cerkvi je prizidana kapelica sv. Valentina, mučenca. Na njegov god je romarski shod. Ta dan so svete maše ob 8., 9., 10. in 17. uri. Tretji, stranski oltar pod zvonikom je posvečen Mariji Pomagaj. Zvonove za cerkev je v letih 1711 in 1719 vlil zvonar Gašpar Franchi.
Meja župnije sta bili reki Sava in Lipnica, na drugi strani pa pozneje ustanovljena župnija Besnica. Sedaj največja vas Podnart na drugi strani Lipnice je spadala v župnijo Dobravo in je bila prestavljena pod Ovsiše leta 1962 ob 500-letnici ljubljanske škofije. Istočasno je bila prefarana vas Brezovica v župnijo Dobrava. Za ustanovitev novega duhovnega središča si je največ prizadeval prvi duhovnik Gašper Glavatič (1731–1744), ki je bil prej kaplan v Šmartnem pri Kranju.
Zgodovinopisec Josip Lavtižar omenja duhovnika Antona Nepomuka Weihnachta (1772–1789), ki je otroke učil tudi brati, pisati in računati. Pomembni župniki so bili še Jožef Žemlja, avtor epske pesnitve Sedem sinov (1841 in 1843), Jožef Ocepek, ki je bil na Ovsišah več kot 50 let, in pisatelj Joža Vovk.
Kdaj so prav na izvir studenca postavili cerkev sv. Nikolaja kot zavetnika zoper povodenj, ni znano. Studenec izvira pod glavnim oltarjem. Prvič je omenjena leta 1568, podružnica sv. Tomaža na Češnjici pa leta 1696. Cerkev na Ovsišah je bila trikrat prezidana in povečana, obe pa večkrat prenovljeni.
Poleti 1943 so partizani požgali šolo in župnišče na Ovsišah, ker so izvedeli, da se v izpraznjenih prostorih (župnika Ocepka so Nemci izgnali v Srbijo, nemški duhovnik in učitelj pa sta odšla) nameravajo nastaniti domobranci. Farani so po vojni v župnišče predelali hlev in ga v 80. letih povečali ter popravili cerkev. Po udaru strele so napeljali strelovod, obnovili fasado in streho, klopi in spovednico. Od podružničnih cerkva so 1990 najprej obnovili podružnično cerkev sv. Tomaža na Češnjici. 15. septembra 1991 jo je blagoslovil ljubljanski nadškof Alojzij Šuštar. V letu 1995 se je začela obnova župnijske cerkve sv. Miklavža. Obnovo je ob sklepu misijona 29. oktobra 1995 blagoslovil prelat Ivan Merlak. Dela so se nadaljevala leta 1998 z ureditvijo drenaže s prezračevalnim jaškom. Pri obnovi obeh cerkva je bila župnija deležna občinske pomoči še za časa županovanja Franca Černeta, večino sredstev pa so zbrali župljani sami s prostovoljnimi prispevki.

## Zgodovina ovsiške šole
Organizirano šolstvo se je pričelo v Lipniški dolini ob koncu 18. stoletja. Osnovni šoli sta bili v Kropi in v Kamni Gorici, ob koncu 19. stoletja pa še na Dobravi in na Ovsišah. Leta 1928 se je vas Zaloše iz šolskega okoliša Dobrava preselila v šolski okoliš Ovsiše. 1943 so partizani šolo in župnišče požgali, da se vanju ne bi vselili domobranci. Leta 1957 so bile osnovne šole v Kropi, v Kamni Gorici in na Srednji Dobravi ukinjene, nadomestila jih je na novo zgrajena osemletka v Lipnici, ki je vključila kot podružnico tudi ovsiško šolo. Ime po dobravskem predvojnem učitelju Stanetu Žagarju je dobila leta 1962. Šola v Lipnici je bila večkrat prostorsko povečana, 1968 je k osnovnemu traktu pridobila vezni člen in telovadnico, leta 1990 pa samostojen trakt za nižjo stopnjo in jeseni 2005 še novo knjižnico ter moderno računalnico v mansardi. Ovsiška šola je ohranila obseg iz leta 1930, ko je bila dvignjena v enonadstropno stavbo, le da je 1998 z majhno adaptacijo dobila tretji učni prostor. Temeljito je bila prenovljena ob svoji 110. obletnici septembra 2006. Po letu 1980 otroci z Jamnika niso več hodili v šolo v Lipnico, ampak v Podblico, Besnico in naprej v Stražišče pri Kranju.

## Druga svetovna vojna
Osem spominskih obeležij priča o dogodkih med drugo svetovno vojno. Na pokopališču pri cerkvi sv. Miklavža je spomenik 41 padlim domačinom z grobovi 11 padlim in umrlim. Pred osnovno šolo je spomenik dvema borcema čete Jožeta Gregorčiča, ki sta 16. februarja 1943 zaradi izdaje vaščana padla v spopadu z nemškimi orožniki; tretjega partizana so ranjenega ujeli in je umrl v zaporu v Begunjah. Na gasilskem domu v Podnartu je plošča partizanski Danici Senica in neznanemu partizanu, ki sta padla 17. junija 1944 med napadom na okupatorjeve bunkerje ob železnici. Na Poljšici je plošča štirim vaščanom, ki so bili 14. oktobra 1943 žrtve nemškega maščevalnega vdora v vas; nekaj hiš so oropali in požgali. V Vohu ob Savi pod Poljšico je spomenik 16 borcem 1. bataljona Gorenjskega odreda, ki so zaradi izdaje padli 6. julija 1944 pri prehodu čez Savo. Pred Češnjico ob cesti sta spomenik Alojzu Rakovcu, ki je padel 27. julija 1944, in Jožetu Bitencu, ki so ga domobranci ubili 30. oktobra 1944.